# فرودگاه شهری ملویل
فرودگاه شهری ملویل (به انگلیسی: Melville Municipal Airport) یک فرودگاه همگانی است که یک باند فرود آسفالت دارد و طول باند آن ۶۶۰ متر است. این فرودگاه در کشور کانادا قرار دارد و در ارتفاع ۵۴۹ متری از سطح دریا واقع شده‌است.